# Beatriz y los cuerpos celestes
Beatriz y los cuerpos celestes es una novela escrita por la española Lucía Etxebarria ganadora del premio Nadal en 1998, teniendo el título en ese momento de "Tierra de por medio". El título final de la obra hace referencia a la metáfora de la órbita cementerio, donde van a parar todos los satélites que ya no sirven. Fue incluida en la lista de las 100 mejores novelas en español del siglo XX del periódico español «El Mundo».
La novela viaja del presente al pasado explicando la evolución y las etapas de la vida de su protagonista, y aborda temas como la drogadicción, la sexualidad y el amor. Según Etxebarría, la protagonista, Beatriz, «mantiene relaciones homosexuales y heterosexuales y además es drogadicta. No es una protagonista femenina al uso, pero es encantadora».

## Argumento
Beatriz es una adolescente madrileña llena de dudas e inseguridades. Ella idealiza a Mónica, una atractiva y desinhibida compañera de clase. Beatriz piensa que Mónica es perfecta, intenta imitarla en todo y se deja arrastrar por ella al consumo de drogas y al desenfreno de la noche. Incluso empiezan juntas a menudear con droga por las discotecas. Mónica intuye los sentimientos de su amiga y coquetea con ella mientras se lía con cuantos hombres se le antoja. 
El consumo de drogas, junto a la intensa y estresante actividad nocturna, lleva a Beatriz al colapso, por lo que sus padres finalmente reparan en los problemas de su hija y deciden enviarla a estudiar a Edimburgo. Allí conoce a Cat, una lesbiana convencida que se convertirá en su novia y consigue encauzar de nuevo su vida. Cuando regresa a Madrid, se pone en contacto con su amiga Mónica, que está ingresada en un centro de desintoxicación de drogas.

## Premio Nadal
La novela ganó el premio Nadal en 1998. En aquel momento, Etxebarría admitió que la había presentado al Nadal para «suavizar la reacción de mis padres, sabía que les iba a dar un ataque con mi libro y pensé que si lo envolvía con el Nadal lo suavizaría».